# Jean-Pierre Allemand
Jean-Pierre Allemand (ur. 4 kwietnia 1942 w Plouguerneau) – francuski szpadzista, dwukrotny medalista mistrzostw świata.
Podczas mistrzostw świata w Moskwie w 1966 roku Francuzi w składzie: Claude Bourquard, Jacques Brodin, Yves Dreyfus, Jean-Pierre Allemand i Yves Boissier zdobyli drużynowo złoty medal. W tej samej konkurencji zdobył następnie srebrny medal na mistrzostwach świata w Montrealu rok później.
Na igrzyskach olimpijskich w Meksyku w 1968 roku zajął czwarte miejsce w zawodach drużynowych, a indywidualnie był szósty. Brał też udział w igrzyskach olimpijskich w Monachium w 1972 roku, gdzie w turnieju drużynowym był czwarty.